# وست یورک، ایلینوی
وست یورک (به انگلیسی: West York) یک منطقهٔ مسکونی در ایالات متحده آمریکا است که در شهرستان کرافورد، ایلینوی واقع شده‌است. وست یورک ۱۲۹ نفر جمعیت دارد و ۱۵۶٫۰۶ متر بالاتر از سطح دریا واقع شده‌است.